# Animal domestique en droit français
Pour les autres articles nationaux ou selon les autres juridictions, voir Animal domestique.

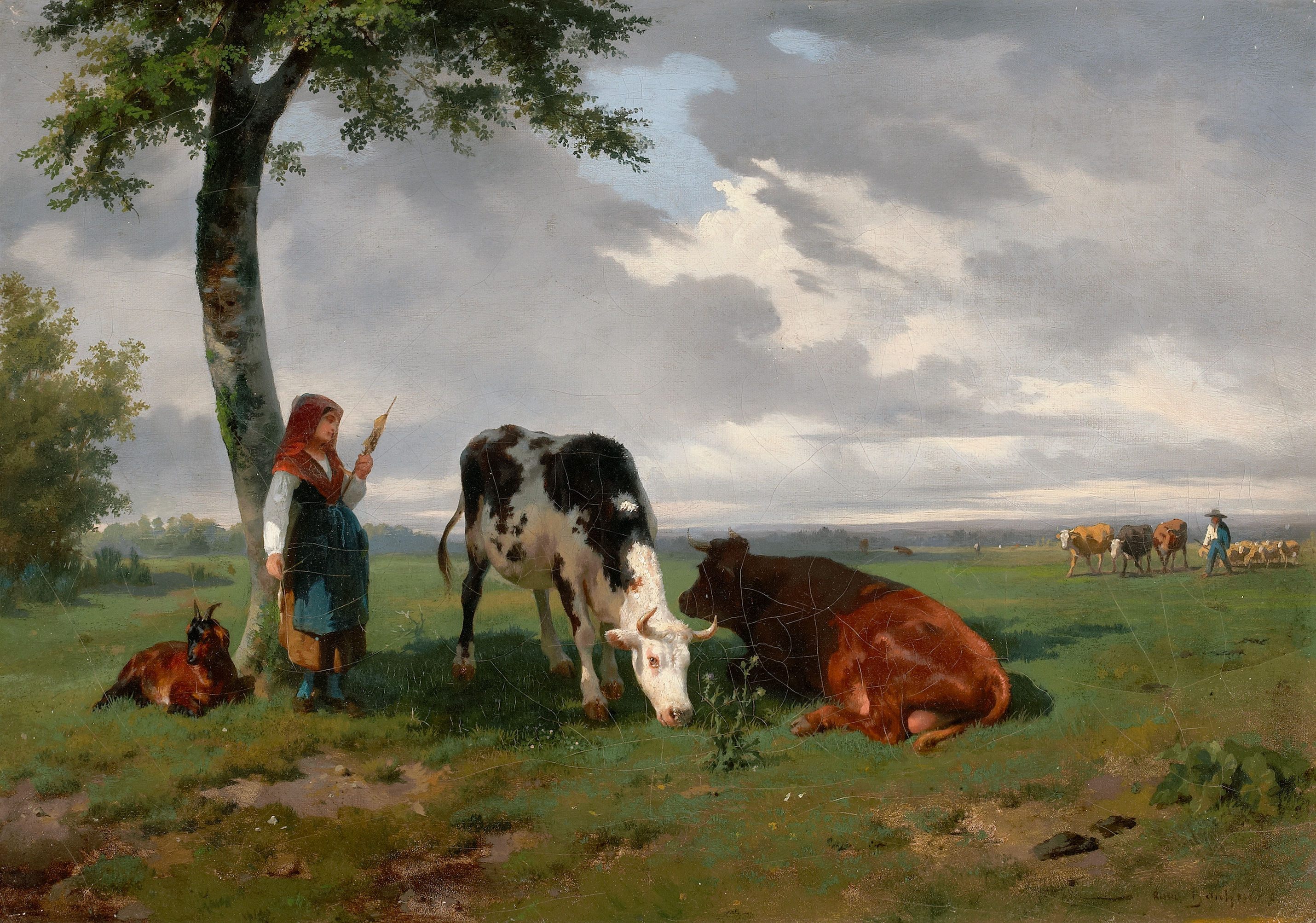
Une bergère avec une chèvre et deux vaches dans un pré, vers 1845.
Peinture de Rosa Bonheur.

Un animal domestique est un animal appartenant à « une espèce qui a fait l’objet d’une pression de sélection continue et constante (c'est-à-dire qui a fait l'objet d'une domestication). Ceci a permis la formation d’un groupe d’animaux qui a acquis des caractères stables, génétiquement héritables ».

## Présentation
Les animaux domestiques sont donc les espèces animales qui ont « subi de(s) modification(s) par sélection de la part de l'homme », selon la définition inverse des espèces animales « non domestiques » dans le code de l'environnement français, à partir 2005.
Ces critères ont été revus par un arrêté ministériel du 11 août 2006, qui énonce qu'un animal domestique appartient « à des populations animales sélectionnées ou dont les deux parents appartiennent à des populations animales sélectionnées. »
Le fait que l'animal soit né en captivité ou ait été apprivoisé n'est pas un critère de domesticité selon le droit français. Le code pénal français distingue ainsi les animaux domestiques des animaux apprivoisés. Cependant, on tend à un rapprochement de ces notions, notamment pour des raisons de simplification (ainsi qu'il ressort de la circulaire du 12 octobre 2004).
Particulièrement, le statut juridique de l'animal domestique est hésitant, entre la qualification de simple chose dont on pourrait librement disposer (conception de l'animal en droit des biens), chose avec laquelle on entretient un lien affectif particulier, mais dont on doit indemniser les dommages qu'elle a causé (conception de l'animal en droit de la responsabilité) et d'être vivant nécessitant une protection particulière (conception de l'animal en droit pénal). Ces conceptions propres, si elles restent cantonnées à chaque branche du droit, ne posent pas moins la question de savoir comment doit se comporter l'Homme par rapport aux autres animaux.

## Évolution de la nature juridique des animaux domestiques

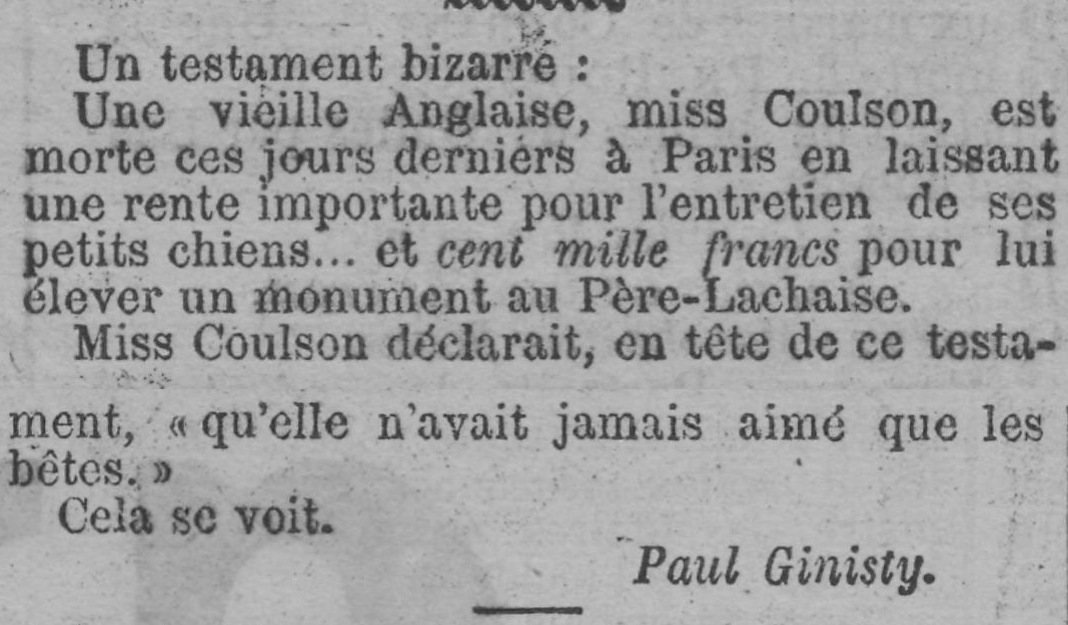
Encart dans le Gil Blas du 6 février 1881

La Cour de Cassation, par un arrêt du 14 mars 1861, a défini les animaux domestiques comme étant « les êtres animés qui vivent, s'élèvent, sont nourris, se reproduisent sous le toit de l'homme et par ses soins ».
Les juristes du XIXe siècle transposent dans le code civil la conception de l'animal-machine de René Descartes, élaborant ainsi la théorie de l'animal-chose. Les animaux deviennent par la domestication, la naissance ou l'acquisition, un bien meuble sur lequel le propriétaire exerce un droit de propriété.
Par exception, ils peuvent être considérés comme des biens immeubles par destination, c'est-à-dire que l'on va rattacher ces animaux à leur fonds (fonds agricole, industriel, et même fonds de commerce au sens de la jurisprudence française) parce que ces animaux sont affectés au service et à l'emploi d'un fonds. Ce statut ne sera donné que lorsque l'animal est à l'usage exclusif du fonds, et non à l'usage personnel de son propriétaire, et qu'il soit nécessaire à l'exploitation. Par ailleurs, jusqu'au 18 février 2015, la liste donnée à l'article 524 du code civil, n'est pas limitative, mais cite notamment comme animaux qui deviennent des biens immeubles : 
- les animaux attachés à la culture ;
- les pigeons des colombiers ;
- les lapins de garenne ;
- les poissons de certaines eaux privées.

Autour de 2013, cette conception de l'animal dans le droit civil pousse les associations de défense des animaux (30 millions d'amis, Société protectrice des animaux...) à monter au créneau afin de réclamer un statut juridique propre aux animaux domestiques. Une pétition lancée en octobre 2013 relance le débat et contribue à l'ajout en 2015 d'un nouvel article au code civil,.
À partir de 2015, par suite de la création de l'article 515-14 dans le code civil par la loi no 2015-177 du 16 février 2015, les animaux sont considérés comme des « êtres vivants doués de sensibilité », tout en restant « soumis au régime des biens ».

## Protection du droit de propriété sur les animaux
Le droit de propriété sur tout animal domestique est protégé pénalement comme civilement.

### Protection pénale
Le droit de propriété sur les animaux est pénalement protégé : le vol (délit pénal) est constitué par le fait de la « soustraction frauduleuse » de l'animal domestique à son propriétaire, et est puni en principe de trois ans d'emprisonnement et de 45 000 € d'amende.
Le statut juridique de l'animal, qu'il soit considéré comme un bien meuble ou un bien immeuble par destination, sera indifférent : ce qui restera protégé ne sera pas l'animal lui-même, mais le droit de propriété de son maître sur l'animal. C'est ce qui résulte d'un mouvement de jurisprudence qui s'est déroulé au début du siècle.
En premier lieu, un arrêt de la Cour d'appel d'Alger a été rendu en 1911, pour dire « [qu']en principe, le vol ne peut s'appliquer qu'aux choses mobilières, celles-là seules étant susceptibles d'être transportées d'un lieu dans un autre ».
Cependant, un autre arrêt de 1968 a retenu que la distinction faite en droit civil entre les biens meubles et les biens immeubles n'a aucune valeur en matière pénale, afin que le droit de propriété puisse être protégé tant que la chose est susceptible d'être appréhendée. Les immeubles par destination se trouvent donc également protégés par l'incrimination de vol.
Le droit pénal considère que l'animal domestique n'est que « la chose d'autrui », en reprenant les termes de l'article 311-1 du code pénal français. Il ne s'agit que d'une chose à laquelle n'est reconnue aucun libre-arbitre. L'animal n'existe alors que vu sous l'angle du droit de propriété.

### Protection civile de l'animal domestique
Le droit de propriété du maître sur son animal domestique est aussi protégé par le droit civil, que ce soit de façon proactive par le moyen de la revendication, ou après la perte de la propriété en engageant la responsabilité délictuelle de celui qui aura blessé, voire tué, l'animal.

#### Revendication de l'animal
D'une part, la revendication en est possible, comme pour un bien meuble ordinaire : le propriétaire d'un chien ayant demandé sa restitution, le juge ne peut préférer prononcer des dommages-intérêts sous le prétexte qu'il ne tiendrait pas en fait à avoir l'animal près de lui. Ces considérations subjectives du juge, sans doute préoccupé par l'épanouissement de l'animal, ont été rejetées, car elles tendaient à reconnaître, à l'évidence, un intérêt particulier et supérieur de l'animal sur celui de son maître, alors que cet animal n'était qu'un bien.
Toutefois, 
l'article 564 du code civil français apporte une limite au droit de revendication : 

« Les pigeons, lapins, poissons, qui passent dans un autre colombier, garenne ou plan d'eau visé aux articles L. 431-6 et L. 431-7 du code de l'environnement appartiennent au propriétaire de ces objets, pourvu qu'ils n'y aient point été attirés par fraude et artifice. »

— Code civil français, article 564
Si un de ces animaux domestiques se déplace, de façon naturelle, l'ancien propriétaire ne pourra pas en réclamer la restitution. Cette disposition vise notamment à ne pas créer de situations conflictuelles qui résulteraient de la simple action de la nature. Il s'agit néanmoins d'une véritable disposition légale exorbitante, puisqu'elle autoriserait le nouveau propriétaire à acquérir de plein droit un bien dont il sait, en conscience, qu'il ne lui appartiendrait pas.
Cette possibilité est explicitement exclue, en revanche, pour les volailles et autres animaux de basse-cour à l'article L211-4 I. du code rural. Celui qui se voit même causer un dommage par ces volailles se trouve même autorisé à les tuer, aux termes de l'article L211-5 du code rural français, mais devra les rendre à son propriétaire, ou, après 24 heures, les enfouir sur son champ.

#### Disparition de l'animal et indemnisation
D'autre part, le propriétaire est indemnisé de son préjudice, matériel voire moral, si l'acte qui cause la perte de l'animal engage la responsabilité de son auteur.
On indemnise ainsi en premier lieu la perte de la propriété sur la chose. Par exemple, l'agriculteur qui traite ses champs avec des produits toxiques, sans précaution, répond de la destruction des abeilles butinant son champ.
La question de la responsabilité prend une dimension particulière lorsqu'il y a un lien d'affection entre l'animal et son maître. Le juge a ainsi reconnu : 
« Indépendamment du préjudice matériel qu'elle entraine, la mort d'un animal peut être pour son propriétaire la cause d'un préjudice d'ordre subjectif et affectif susceptible de donner lieu à réparation. »
— Cass. Civ. 1re, 16 janv. 1962
En admettant le fait qu'un animal puisse devenir un être cher (en l'espèce, il s'agissait d'un cheval, électrocuté alors qu'il était mis à la disposition d'un entraineur, afin de préparer des courses hippiques), le juge reconnait que s'il faut indemniser la disparition du bien (indemnisation du préjudice matériel), il faut indemniser la perte affective qu'elle représente (indemnisation du préjudice moral). L'indemnisation ne se restreindra donc pas à la somme nécessaire pour racheter un animal présentant les mêmes qualités : il devra aussi être tenu compte, par les juges du fond, de la perte d'un animal auquel il était attaché.

## La garde des animaux domestiques
Les animaux, objets du droit de propriété, doivent être gardés. C'est pourquoi la divagation est interdite. Cette obligation de garde est le fondement juridique de l'obligation, pour le propriétaire d'un animal, de réparer les dommages qui ont été causés par celui-ci.

### La divagation des animaux
La lutte contre la divagation prend son origine dans trois problématiques distinctes apparues successivement :
- l'atteinte aux biens et particulièrement aux pâtures quand un animal sans gardien y pacage ;
- la lutte contre la rage, maladie mortelle transmissible à l'homme, dont un des symptômes, chez les carnivores, est la tendance à la divagation ;
- la sécurité des personnes au travers de la divagation d'animaux susceptibles d'être dangereux ou de provoquer un trouble à l'ordre public.

Les dispositions législatives spéciales, qui reposent sur l'action du maire, sont regroupées aux articles L211-19-1 à L211-28 du code rural.
Elles doivent être distinguées de celles des articles L211-11 à L211-19 du même code qui concernent spécifiquement les animaux dangereux, qu'ils soient divaguant ou non.
La définition de l'animal errant ou divaguant (nous ne ferons pas de distinction entre ces deux qualificatifs), différente selon les espèces, est le préalable nécessaire à l'examen de ces dispositions d'ordre public et des conséquences pénales et civiles de la divagation.

#### L'animal errant
La notion d'errance est souvent associée à celle d'animal domestique. En effet, un animal sauvage est par nature laissé à son instinct et ne peut être considéré comme errant. Pour autant la notion d'animal domestique reste très floue. L'appartenance à une espèce considérée comme domestique est certainement un critère très insuffisant quand on examine la divagation des lapins ou des pigeons dont les représentants de la même espèce existent à l'état sauvage ou à l'état domestique. En outre, la loi prévoit expressément la divagation des animaux d'espèce sauvage apprivoisés ou tenus en captivité (article L211-21 du code rural).
C'est bien la notion d'absence de gardien de l'article L211-20 du code rural qui paraît le critère pertinent pour reconnaître un animal errant. Faut-il encore pouvoir distinguer, parmi les animaux sans gardien, ceux qui le sont naturellement parce qu'ils n'en ont jamais eu, de ceux qui divaguent. Pour cela, il faudra avoir recours à d'autres critères tels que :
- l'appartenance à une espèce dont les spécimens ont systématiquement un maître (cas des chiens et, en France métropolitaine, des bovins et des chevaux; cas le plus fréquent, mais non systématique des chèvres, des moutons, et des porcs).
- le port d'une marque de propriété tel un collier, un tatouage, une marque au feu, une boucle d'identification.
- l'appartenance à une espèce sauvage non autochtone comme, sous nos climats, le tigre ou le lion.
- le comportement très familier avec l'homme sauf les cas où ce comportement est la conséquence d'une pathologie.

Dans tous les cas, il reste quasiment impossible de distinguer le lapin de garenne du lapin de clapier, ou le pigeon domestique de la version sauvage. Il en va de même avec le chat haret et le chat domestique farouche.
La loi n'apporte que peu d'éclairage pour préciser cette définition si ce n'est le cas des chiens et chats dont les critères d'errance font l'objet de l'article L211-23 du code rural.

#### Les différentes errances

##### Le pacage abusif
L'article L211-20 du code rural met en place un dispositif de police administrative permettant au maire de la commune où sont trouvés des animaux pacageant sur des terrains appartenant à autrui de faire cesser l'atteinte à la propriété ainsi constituée. Cette disposition s'adresse par nature aux herbivores tels les bovins, ovins, caprins et chevaux mais semble pouvoir s'appliquer, dans son esprit, à tous les animaux de la ferme. Si les animaux ne sont pas réclamés, ils peuvent être vendus ou euthanasiés. Ces dispositions sont toujours d'actualité non seulement du fait du comportement d'éleveurs indélicats mais également en cas d'abandon par un éleveur défaillant d'animaux en pâture qui, n'ayant plus d'alimentation complémentaire, poussés par la faim, finissent par briser les clôtures.

##### L'errance des animaux sauvages
C'est la loi du 6 janvier 1999 qui a introduit la notion d'errance des animaux sauvages de l'article L211-21 du code rural. Prévue à l'origine pour permettre à l'autorité municipale de prendre les mesures adaptées à l'errance d'un animal sauvage d'une espèce allogène, échappé notamment de cirque ou de zoo, elle a été renforcée et complétée par l'ordonnance du 5 octobre 2006 dont est issu l'article L211-19-1 du code rural qui interdit expressément de laisser divaguer des animaux sauvages tenus en captivité (!). Le seul sens qui semble pouvoir être donné à une telle rédaction est, assez curieusement, d'interdire non seulement le repeuplement pour la chasse mais également les réintroductions d'animaux sauvages tels les ours dans les Pyrénées.

##### L'errance des carnivores
La limitation de l'errance des carnivores domestiques prend son origine dans la démonstration par Pasteur de son rôle prééminent dans la transmission de la rage. La disparition de celle-ci du territoire métropolitain à la fin du vingtième siècle n'a pas conduit le législateur à réformer ces dispositions de police administratives en raison de leur intérêt dans le maintien de la sécurité publique.
L'article L211-23 du code rural définit le chien errant comme celui qui n'est plus, sauf exceptions de la chasse et de la garde des troupeaux, sous la surveillance effective de son maître et est ainsi livré à son seul instinct. Pour le chat, la définition, adaptée au comportement très indépendant de l'animal, est plus complexe et fait intervenir son identification, la distance entre l'endroit où il se trouve et les habitations, la présence de son maître ou encore la possibilité de s'en saisir. L'existence de chats sans maître est pris en compte à l'article L211-27 du code rural qui ouvre la possibilité de capturer, stériliser puis relâcher des chats afin de limiter leur prolifération naturelle.
Les carnivores errants seront, à la diligence du maire, capturés et conduits en fourrière (article L211-22 du code rural). Si à l'issue d'un délai minimal de huit jours, l'animal n'a pas été réclamé par son propriétaire, il devient la propriété du gestionnaire de la fourrière qui peut le céder à titre gratuit ou l'euthanasier (article L211-25 du code rural). Si l'animal n'est pas identifié, il ne peut être restitué qu'après identification aux frais du propriétaire (article L211-26 du code rural). Chaque commune doit soit disposer soit d'une fourrière communale, soit faire appel au service d'une autre fourrière communale (article L211-24 du code rural).

#### La responsabilité du gardien
- Les conséquences pénales
- Les conséquences civiles

### La responsabilité du fait des animaux
L'obligation de garde fonde également la responsabilité particulière établie à l'article 1243 du code civil :
« Le propriétaire d'un animal, ou celui qui s'en sert, pendant qu'il est à son usage, est responsable du dommage que l'animal a causé, soit que l'animal fût sous sa garde, soit qu'il fût égaré ou échappé. »
— Code civil français, article 1243

## Protection et respect de l'animal
L'Assemblée nationale législative vote le 2 juillet 1850 la loi Grammont : « Seront punis d'une amende de cinq à quinze francs, et pourront l'être d'un à cinq jours de prison, ceux qui auront exercé publiquement et abusivement des mauvais traitements envers les animaux domestiques ». Le décret du 7 septembre 1959 abroge et remplace la loi Grammont, abolissant la condition d'accomplissement en public pour les sanctionner. La loi du 19 novembre 1963 crée le délit d'actes de cruauté.
L'animal est reconnu par le droit français comme un « être sensible » depuis la loi du 10 juillet 1976.

## Liste complète des animaux domestiques
L'arrêté du 11 août 2006, émanant du ministère de l'écologie et du développement durable, fixe la liste des espèces, races ou variétés d'animaux domestiques.
Cet arrêté comporte en annexe une liste limitative des espèces considérées comme étant domestiques en France, ci-dessous commentée.
Si un animal ne figure pas dans cette liste il est considéré par la loi française comme un animal non domestique. La possession d'un tel animal peut être assujettie à la détention d'un Certificat de capacité, tel que décrit dans l’Arrêté du 8 octobre 2018 fixant les règles générales de détention d'animaux d'espèces non domestiques. 
Ceci est important à savoir, en particulier dans le cas des NAC ou des divers animaux exotiques dont on peut faire l'acquisition. Certains animaux que l'on trouve dans le commerce ne figurent pas dans cette liste. Les particuliers qui les achètent doivent donc se renseigner s'ils désirent en faire l'élevage.

### Mammifères

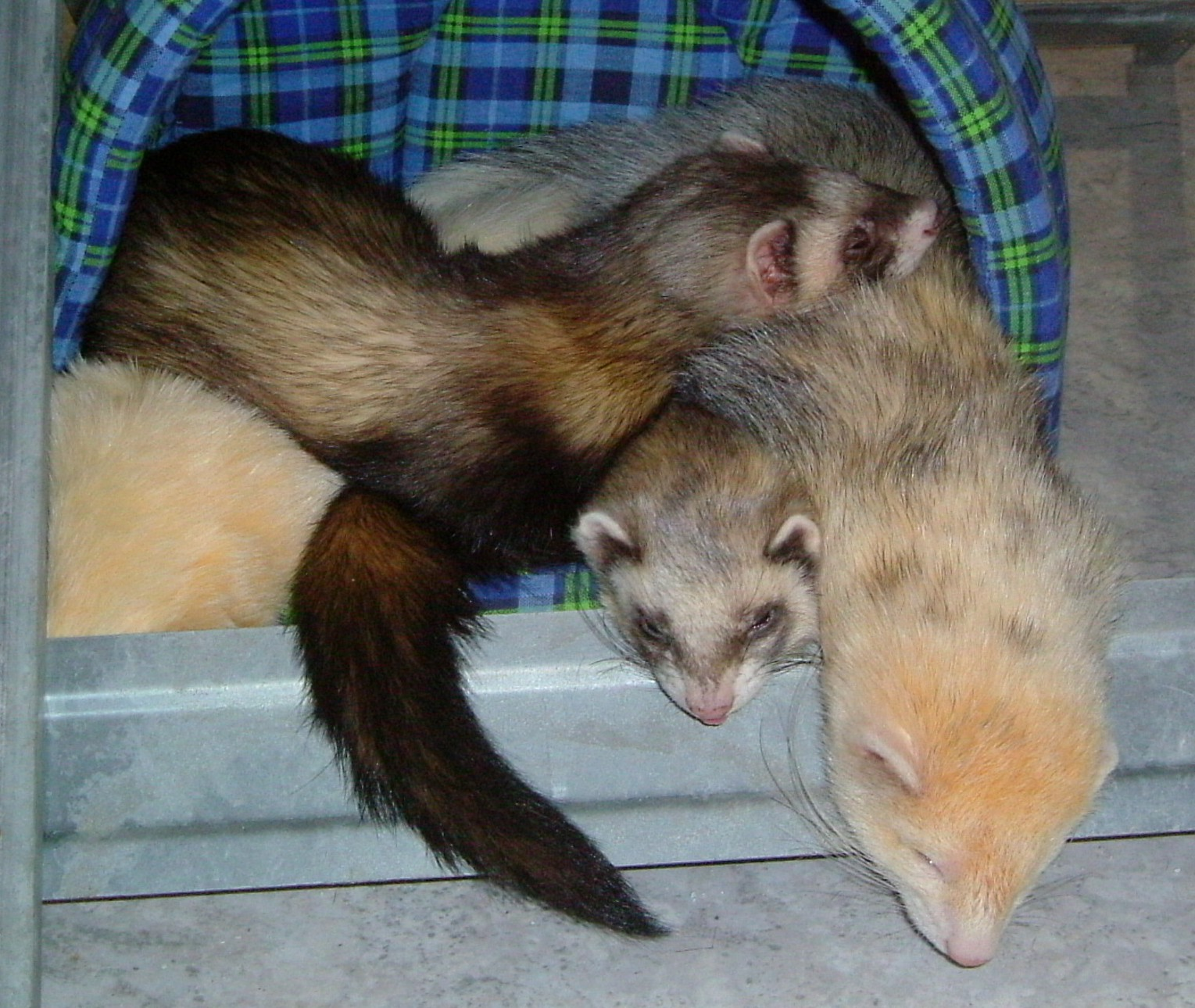
Variétés de furets de compagnie

- Mammifères entrant dans la législation sur les carnivores domestiques :
  - CANIDÉS :
    - le chien (Canis lupus familiaris)

  - FÉLIDÉS :
    - le chat (Felis silvestris catus)

  - MUSTÉLIDÉS :
    - le furet (Mustela putorius furo)
- Autres mammifères domestiques :
  - BOVIDÉS :
    - les races domestiques du bœuf (Bos taurus)
    - le yack (Bos grunniens)
    - le zébu (Bos indicus)
    - le buffle domestique d'Asie (Bubalus bubalis)
    - les races domestiques de la chèvre (Capra hircus)
    - les races domestiques du mouton (Ovis aries)

  - CAMELIDÉS :
    - le dromadaire (Camelus dromedarius)
    - les races domestiques du chameau (Camelus bactrianus)
    - le lama (lama glama)
    - l’alpaga (lama pacos)

  - CERVIDÉS :
    - le renne d’Europe (Rangifer tarandus)

  - ÉQUIDÉS :
    - le cheval (Equus caballus)
    - l’âne (Equus asinus), les races domestiques

  - SUIDÉS :
    - le porc (Sus scrofa domesticus)

  - LEPORIDÉS :
    - les races domestiques du lapin (Oryctolagus cuniculus)

  - MURIDÉS :
    - les races domestiques de la souris (Mus musculus)
    - les races domestiques du rat (Rattus norvegicus)
    - les races domestiques du hamster (Mesocricetus auratus)
    - les races domestiques de la gerbille (Meriones unguiculatus)

  - CAVIIDÉS :
    - le cochon d’Inde (Cavia porcellus)

  - CHINCHILLIDÉS :
    - les races domestiques du chinchilla (Chinchilla laniger x Chinchilla brevicaudata)

### Oiseaux
Remarque : La liste des oiseaux domestiques de 1994 a été modifiée par la circulaire du 12 octobre 2004 (psittacidés, estrildidés, plocéidés, fringillidés, corvidés, turdidés, sturnidés). La liste a encore été modifiée en août 2006.
Rappel : documents nécessaires à l'éleveur d'oiseaux : Voir site de la SORP SORP - Protection - Législation

#### Ansériformes
- ANATIDÉS
  - le cygne dit "polonais" (Cygnus immutabilis), variété de couleur du cygne tuberculé ou cygne muet (Cygnus olor).
  - la variété argentée du cygne noir (Cygnus atratus)
  - les oies de Chine et de "Guinée", variétés domestiques de l’oie cygnoïde (Anser cygnoides)
  - les races et variétés domestiques de l’oie cendrée (Anser anser)
  - les variétés blanche et blonde de l’oie d’Égypte (Alopochen aegyptiacus)
  - les races et variétés domestiques du canard colvert (Anas platyrhynchos)
  - les variétés bleue et noire du canard ou sarcelle de Laysan (Anas laysanensis)
  - la variété argentée du canard ou pilet des Bahamas (Anas bahamensis)
  - les variétés blonde et blanche du canard carolin (Aix sponsa)
  - la variété blanche du canard mandarin (Aix galericulata)
  - les races et variétés domestiques dites canards de Barbarie, du canard musqué (Cairina moschata)

#### Galliformes
- PHASIANIDÉS
  - les variétés domestiques de la caille du Japon (Coturnix coturnix japonica)
  - les variétés domestiques de la caille peinte de Chine (Excalfactoria chinensis)
  - les races et variétés domestiques du coq bankiva (Gallus gallus) (Voir Poule).
  - la variété lavande du coq de Sonnerat (Gallus sonneratii)
  - les variétés domestiques du paon ordinaire ou paon bleu (Pavo cristatus) :
    - le paon blanc
    - le paon panaché ou pie
    - le paon nigripenne (mutation nigripennis)

  - la variété blanche du paon spicifère (Pavo muticus)
  - le paon de Spalding, hybride entre le paon nigripenne et le paon spicifère retiré en août 2006
  - les variétés domestiques du faisan ordinaire (Phasianus colchicus) notamment :
    - le faisan obscur (= mutation ténebrosus) retiré en août 2006
    - le faisan blanc
    - le faisan pie ou panaché
    - le faisan de Bohême
    - les variétés gris cendré, fauve, isabelle, diluée, etc.
    - les formes géantes

  - les variétés domestiques du faisan doré (ChrysoIophus pictus) :
    - le faisan doré charbonnier (mutation obscurus) retiré de la liste en 2004, ajouté à nouveau en août 2006
    - le faisan doré jaune (mutation luteus)
    - le faisan doré saumoné ou isabelle (forme infuscatus)
    - le faisan doré cannelle
- NUMIDIDÉS
  - les races et variétés domestiques de la pintade à casque d’Afrique occidentale (Numida meleagris galeata)
- MÉLÉAGRIDIDÉS
  - les races et variétés domestiques du dindon mexicain (Meleagris gallopavo gallopavo)

#### Columbiformes
- Columbidés

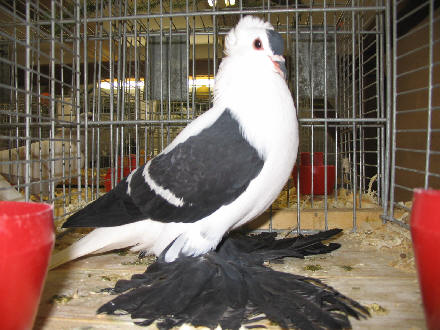
Pigeon domestique sélectionné

  - les races et variétés domestiques du pigeon biset (Columba livia)
  - les variétés domestiques, constituant la tourterelle domestique ou tourterelle rieuse (Streptopelia risoria), de la tourterelle rose et grise (Streptopelia roseogrisea)
  - les variétés domestiques de la colombe diamant (Geopelia cuneata)

#### Psittaciformes
- PSITTACIDÉS
  - la perruche calopsitte (Nymphicus hollandicus)
    - variétés domestiques*

  - la perruche omnicolore (Platycercus eximius)
    - variété pastel
    - variété cinnamon
    - variété lutino
    - variété opaline

  - la perruche de Pennant (Platycercus elegans)
    - variété bleue
    - variété jaune
    - variété cinnamon

  - la perruche de Stanley (Platycercus icterotis) : retirée en 2004
  - la perruche palliceps (Platycercus adscitus)
    - variété cinnamon

  - la perruche à croupion rouge (Psephotus haematonotus haematonotus)
    - variété cinnamon
    - variété lutino
    - variété vert de mer
    - variété opaline

  - la perruche à bandeau rouge ou kakariki à front rouge (Cyanoramphus novaezelandiae novaezelandiae)
    - variété cinnamon
    - variété panaché
    - variété jaune aux yeux noirs
    - variété lutino
    - variété ailes en dentelle (lacewing)

  - la perruche à tête d’or ou kakariki à front jaune (Cyanoramphus auriceps)
    - variété cinnamon
    - variété panaché
    - variété lutino
    - variété ailes en dentelle (lacewing)

  - la perruche de Bourke (Neophema bourkii)
    - variété opaline (rose)
    - variété jaune
    - variété fallow
    - variété ino
    - variété isabelle

  - la perruche élégante (Neophema elegans)
    - variété foncée
    - variété lutino
    - variété panaché
    - variété cinnamon

  - la perruche d’Edwards ou perruche turquoisine (Neophema pulchella)
    - variété foncée
    - variété ventre rouge
    - variété poitrine et ventre rouge
    - variété jaune
    - variété opaline
    - variété grise

  - la perruche splendide (Neophema splendida)
    - variété bleu de mer
    - variété bleue à poitrine blanche
    - variété ino
    - variété ventre rouge
    - variété cinnamon
    - variété grise Différentes variétés de perruche ondulée domestique

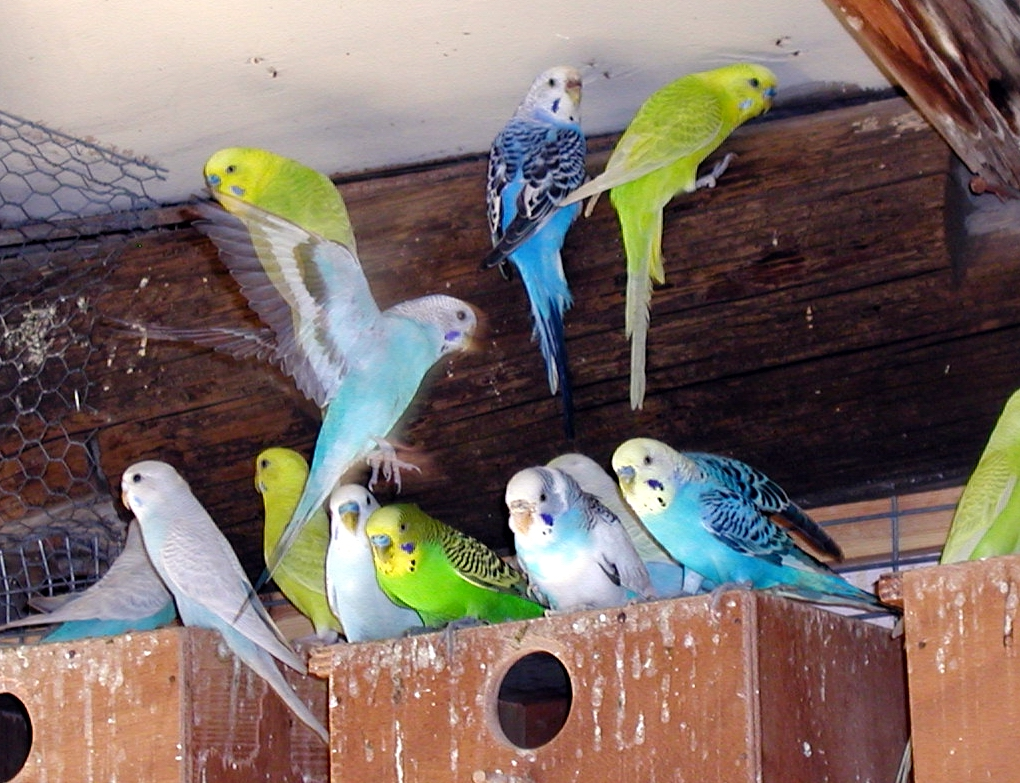
Différentes variétés de perruche ondulée domestique

  - la perruche ondulée (Melopsittacus undulatus)
    - variétés domestiques*

  - l’inséparable à face rose (Agapornis roseicollis)
    - variétés domestiques*

  - l’inséparable de Fischer (Agapornis fischeri)
    - variétés domestiques*

  - l’inséparable masquée ou à tête noire (Agapornis personatus)
    - variétés domestiques*

  - l’inséparable de Liliane (Agapornis lilianae)
    - variété lutino

  - l’inséparable nigrigenis (Agapornis nigrigenis)
    - variété foncée
    - variété bleue
    - variété violet

  - la perruche à collier d’Afrique (Psittacula krameri manillensis)
    - variétés domestiques*

  - la perruche tête de prune (Psittacula cyanocephala)
    - variété foncée
    - variété panachée

  - la perruche grande alexandre (Psittacula eupatria)
    - variété grise
    - variété lutino
    - variété albino

  - la perruche à moustache (Psittacula alexandri) : retirée en 2004
  - la perruche souris (Myopsitta monachus monachus)
    - variété bleue
    - variété lutino
    - variété albino

  - la perruche rayée ou perruche Catherine (Bolborhynchus lineola lineola)
    - variété vert foncé
    - variété bleue
    - variété foncé bleue
    - variété lutino
    - variété albino

  - la perruche à calotte bleue ou perruche princesse de Galles (Polytelis alexandrae)
    - variété bleue
    - variété lutino
    - variété albino (bleue+lutino)

  - la perruche mélanure (Polytelis anthopeplus) : retirée en 2004
  - la perruche de Barnard (Barnardius zonarius banardi)
    - variété bleue
    - variété ino

  - la perruche Port-Lincoln (Barnardius zonarius) : retirée en 2004
  - la perruche à collier jaune ou perruche vingt-huit (Barnardius zonarius semitorquatus)
    - variété bleue

  - la perruche à croupion bleu ou perruche royale australienne (Alisterus scapularis) : retirée en 2004
  - la perruche céleste (Forpus coelestis)
    - variété bleue
    - variété fallow
    - variété lutino
    - variété albino
    - variété cinnamon

  - la Conure de Molina (Pyrrhura molinae) : ajouté en 2004
    - variété bleue
    - variété cinnamon

#### Passeriformes
- FRINGILLIDÉS
  - Le serin des Canaries (Serinus canaria)
    - Races et variétés domestiques*

  - Le roselin du Mexique (Carpodacus mexicanus) : ajouté en 2004
    - variété brune
    - variété phéo

  - Le verdier de Chine (Carduelis sinica) : ajouté en 2004
    - variété brune
    - variété agate
    - variété lutino

  - Le verdier de l’Himalaya (Carduelis spinoides) : ajouté en 2004
    - variété brune
    - variété agate
    - variété lutino

  - Le tarin rouge du Venezuela (Carduelis cucullata) : ajouté en 2004
    - variété brune
    - variété pastel

  - Le tarin de aulnes (Carduelis spinus) : ajouté en 2004, confirmé en août 2006
    - variété brune
    - brune diluée ajoutée en août 2006
    - brune double diluée ajoutée en août 2006
    - variété vert dilué ajoutée en août 2006
    - vert double diué ajoutée en août 2006
    - variété agate
    - agate diluée ajoutée en août 2006
    - agate double diluée ajoutée en août 2006
    - variété isabelle
    - isabelle diluée ajoutée en août 2006
    - isabelle double diluée ajoutée en août 2006

  - Le sizerin flammé (Carduelis flammea) : ajouté en 2004, confirmé en août 2006
    - variété brune
    - variété agate
    - variété isabelle
    - variété pastel
    - variété brun pastel

  - Le chardonneret élégant (Carduelis carduelis) : ajouté en 2004, confirmé en août 2006
    - variété blanche
    - variété brune
    - variété agate
    - variété isabelle
    - variété pastel
    - variété satiné

  - Le verdier (Carduelis chloris) : ajouté en 2004, confirmé en août 2006
    - variété isabelle
    - variété agate
    - variété brune
    - variété isabelle
    - variété satiné
    - variété lutino

  - Le bouvreuil (Pyrrhula pyrrhula) : ajouté en 2004
    - variété pastel
    - variété brune
    - variété brun pastel

  - Le pinson des arbres (Fringilla coelebs) : ajouté en 2004, confirmé en août 2006
    - variété brune
    - variété agate
    - variété opale
- ESTRILDIDÉS deux variétés de diamant mandarin

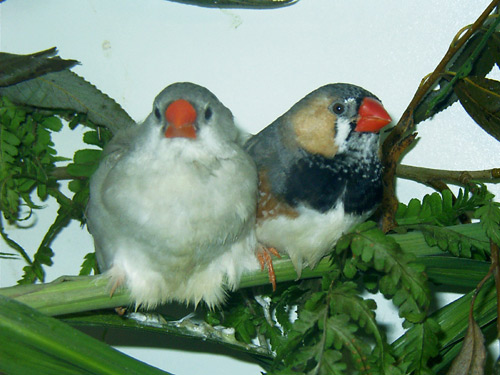
deux variétés de diamant mandarin

  - le moineau du Japon (Lonchura "domestica")
    - variétés intégralement domestiques*

  - Le moineau Domino (Lonchura striata) retiré en 2004, ajouté à nouveau en août 2006
    - variétés domestiques*

  - le diamant mandarin (Taeniopygia guttata castanotis)
    - variétés domestiques*

  - le diamant de Gould (Erythrura gouldiae)
    - variétés intégralement domestiques*

  - le diamant modeste (Poephila modesta)
    - variété brune
    - variété isabelle

  - le diamant à gouttelettes (Emblema guttata)
    - variété brune
    - variété à bec jaune
    - variété pastel
    - variété argentée

  - le diamant à queue rousse (Neochmia ruficauda)
    - variété à masque jaune
    - variété pastel

  - le diamant à longue queue (Poephila acuticauda)
    - variété brune
    - variété isabelle
    - variété crème
    - variété ino

  - le diamant à bavette (Poephila cincta)
    - variété crème
    - variété ino

  - le diamant de Kittlitz (Erythrura trichroa)
    - variété lutino

  - le diamant psittaculaire ou pape de Noumea (Erythrura psittacea)
    - variété bleue

  - le bec de plomb (Lonchura malabarica malabarica)
    - variété brune
    - variété opale
    - variété grise

  - le bec d’argent (Lonchura malabarica cantans)
    - variété brune
    - variété pastel
    - variété ventre noir
    - variété crème
    - variété ino

  - le padda ou calfat (Padda oryzivora)
    - variété blanche
    - variété brune
    - variété opale
    - variété pastel

  - le cou-coupé (Amadina fasciata)
    - variété blanche
    - variété brune
    - variété collier jaune
- PASSERIDÉS
  - Le moineau domestique (Passer domesticus)
    - variété brune
    - variété phaeo
    - variété agate
    - variété opale
    - variété blanche
    - variété albino
    - variété lutino ivoire
    - variété satinée
    - variété brune pastel

  - le moineau friquet (Passer montanus)
    - variété brune
    - variété opale
    - variété brune opale
- TURDIDÉS
  - Le merle noir (Turdus merula) : ajouté en 2004, confirmé en août 2006
    - variété albino
    - variété blanche

  - La grive musicienne (Turdus philomelos) : ajouté en 2004, confirmé en août 2006
    - variété brune
    - variété albino
    - variété satinée
- CORVIDÉS
  - Le geai des chênes (Garrulus glandarius) : ajouté en 2004, confirmé en août 2006
    - variété opale
- STURNIDÉS
  - L'étourneau sansonnet (Sturnus vulgaris)
    - variété brune

Astérisque = "Par mesure de simplification administrative, étant donné la facilité de reproduction de ces animaux en captivité, le très grand nombre de générations désormais obtenues en captivité sans apport de spécimens issus de la nature, la multiplicité des variétés domestiques et l’absence d’importation de spécimens issus de la nature, les populations captives de l’espèce peuvent être considérées comme domestiques".

### Amphibiens
Ajouté à la liste en août 2006
- ANOURES
  - La race « Rivan 92 » de la grenouille rieuse (Pelophylax ridibundus) ajoutée en 2004
- URODELES
  - La variété albinos de l'axolotl (Ambystoma mexicanum) ajouté en 2004

### Poissons
- la carpe Koï (Cyprinus carpio)

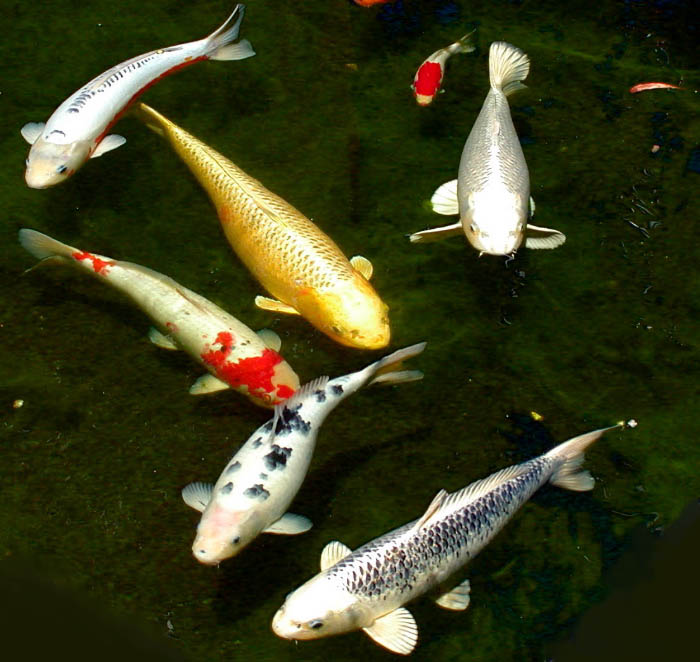
Six variétés de carpes koï

- les poissons rouges et japonais (Carassius auratus)
- Les races et variétés domestiques du guppy (Poecilia reticulata) ajouté en août 2006
- Les races et variétés domestiques du danio (Brachydanio rerio) ajouté en août 2006
- Les races et variétés domestiques du combattant (Betta splendens) ajouté en août 2006

### Insectes
- le ver à soie (Bombyx mori)
- les variétés domestiques d’abeilles (Apis spp.)
- les variétés domestiques de drosophiles (Drosophila spp.)